# Großbernsau (Overath)
Großbernsau ist ein Ortsteil von Overath im Rheinisch-Bergischen Kreis in Nordrhein-Westfalen, Deutschland. Der Wohnplatz steht nicht historisch im Zusammenhang mit der Burgruine Großbernsau, befindet sich aber in deren Nahbereich wenige hundert Meter östlich von dieser.

## Lage und Beschreibung
Der Wohnplatz Großbernsau stellt sich heute vor allem als kleines Gewerbegebiet an der Bundesstraße 55 dar, die hier Kölner Straße heißt. Er ist nicht zu verwechseln mit dem landwirtschaftlich geprägten Gut Bernsau, von dem er durch ein Geflecht von Verkehrswegen getrennt ist. 

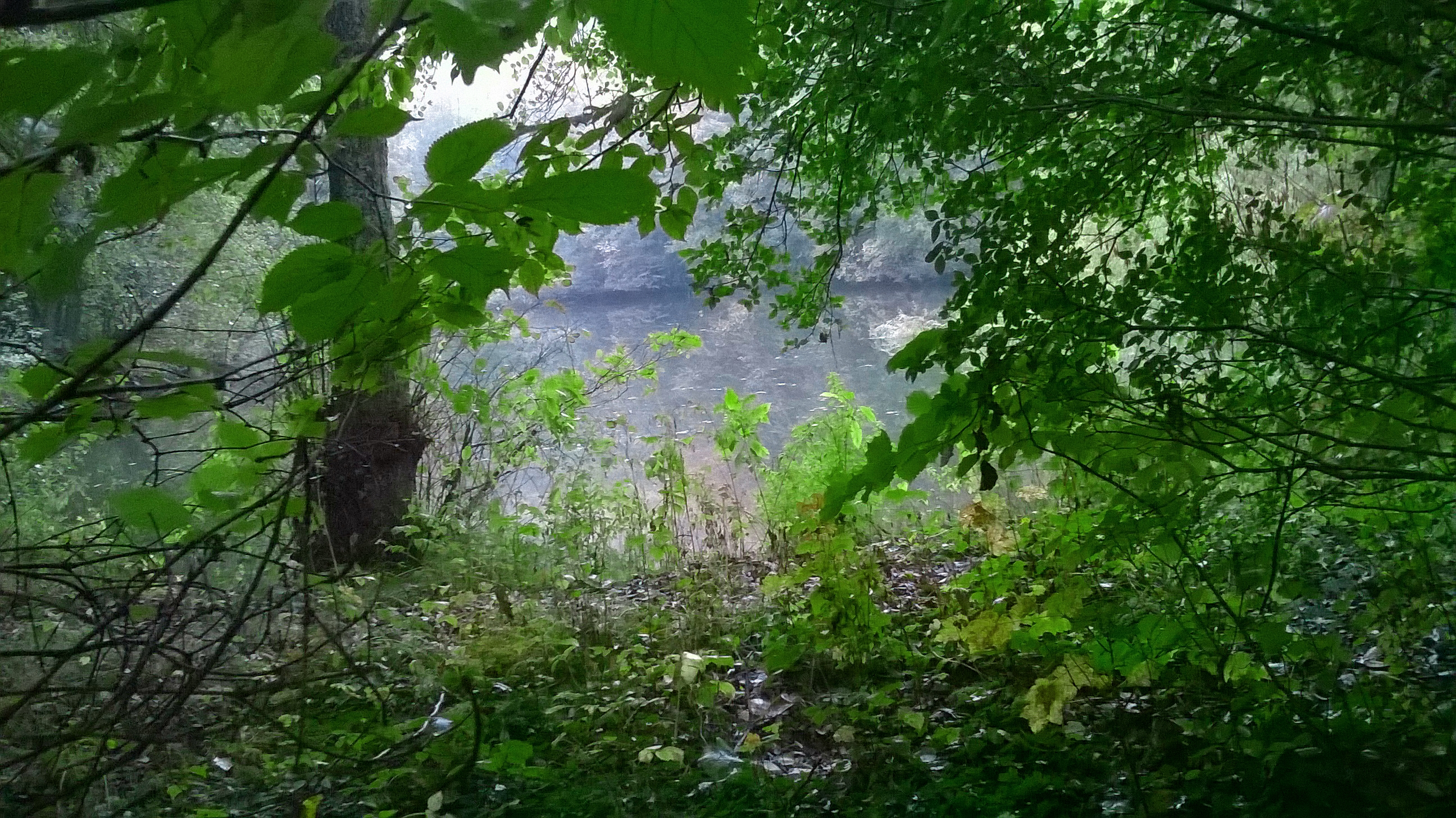
Bergweiher

In Großbernsau befinden sich zwei Stauteiche, von denen einer Bergweiher genannt wird.

## Geschichte
Der Ort entstand erst um die Wende des 19. zum 20. Jahrhundert und erscheint auf den Messtischblättern der topografischen Karte 1:25.000 kartografisch erstmals auf der Ausgabe 1906 und ist dort und in den beiden Folgeausgaben auch regelmäßig mit Großbernsau beschriftet. Ab der Ausgabe 1949 sind die Gebäude des Ortes ohne Beschriftung verzeichnet. Für 1905 werden im Gemeindelexikon für die Provinz Rheinland ein Wohnhaus und drei Einwohner angegeben.

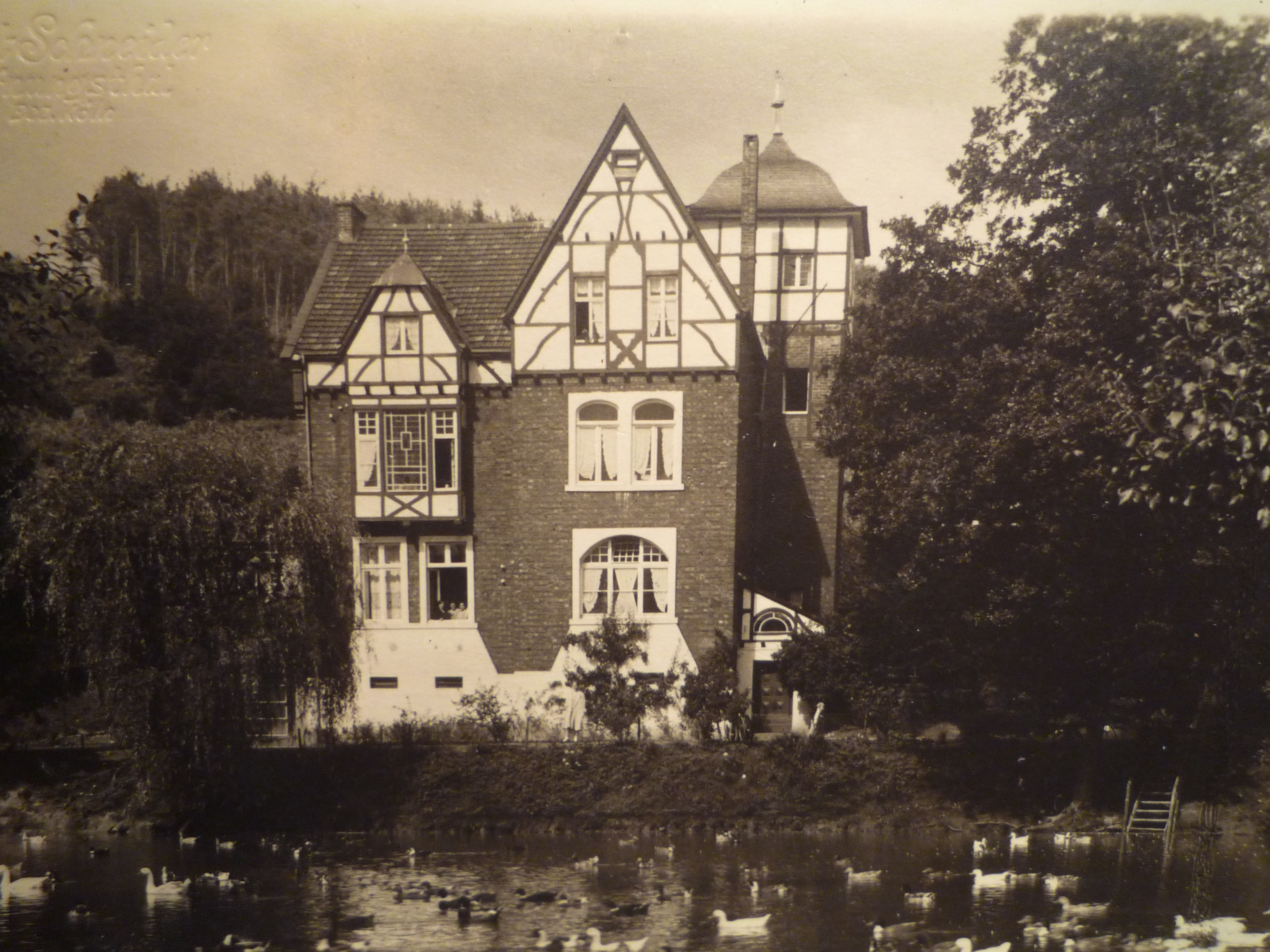
Villa Großbernsau, 1932

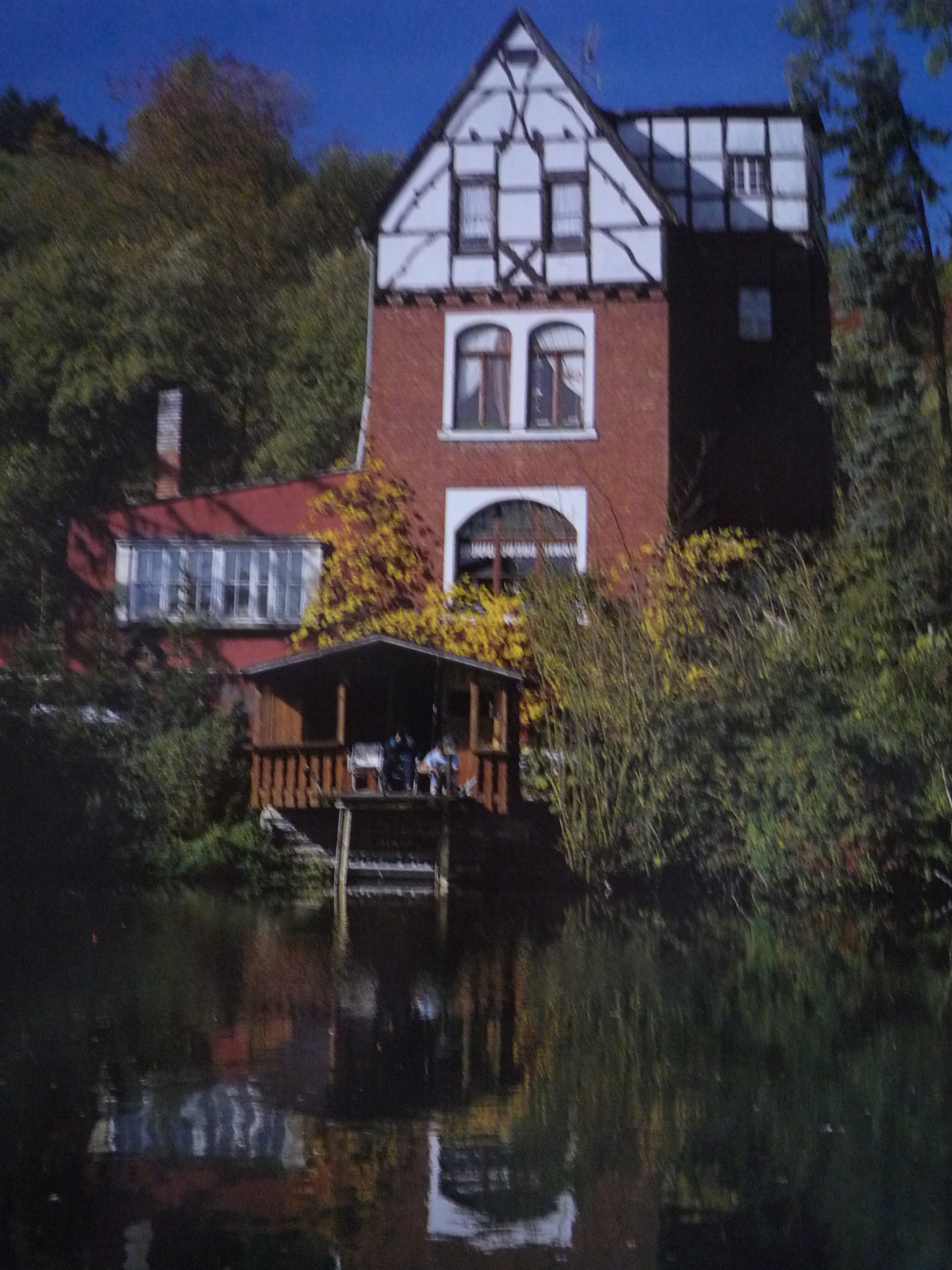
Villa Großbernsau, 1993

1904 verkaufte Heinrich Reichsgraf von Schaesberg-Thannheim seine Besitzungen in Overath, darunter Großbernsau, an Johann Heinrich Dün(n) aus Köln, der Autor mehrerer Bücher war. 1909 baute dieser sich eine Villa am Bergweiher. Bei einem Bombenangriff vom 3. Februar 1945 wurde das Haus schwer beschädigt, drei Menschen kamen ums Leben, darunter zwei Töchter von Johann Wilhelm Dünn, dem Sohn von Johann Heinrich Dünn.
Nach dem Zweiten Weltkrieg wurde das Haus wieder bewohnt und ein Anbau von Josef Heuser und Hildegard Heuser, Tochter von Johann Wilhelm Dünn, anstelle des zerstörten Hausteils errichtet. Im Jahre 1981 war die Stadt Overath bemüht, von Amts wegen, die "Villa Großbernsau" unter Denkmalschutz zu stellen. 1982 wurde der Antrag vom Landschaftsverband abgelehnt. Auch ein erneuter Versuch im Jahre 1997 scheiterte.
2008 erwarb die Stadt Overath den gesamten Grundbesitz Großbernsau. Eine Teilfläche an der Bundesstraße 484 war zum Gewerbegebiet erklärt worden. Das Gebiet mit den beiden Weihern wurde in das Landschaftsschutzgebiet eingegliedert. Die Villa Großbernsau wurde abgerissen. An der Zufahrtsstraße Großbernsau wurde eine gleichnamige Seitenstraße in nordöstlicher Richtung gebaut, und in den Zwischenraum zur Bundesstraße Gewerbebetriebe angesiedelt, die sich übergangslos an das Gewerbegebiet Hammermühle anschließen.